# 神町駅
神町駅（じんまちえき）は、山形県東根市神町中央一丁目にある、東日本旅客鉄道（JR東日本）奥羽本線の駅である。「山形線」の愛称区間に含まれている。
2000年（平成12年）ごろまでは、駅舎の大部分の地籍が天童市の飛地（天童市大字乱川字西原）であったが、その後、天童市が東根市に無償譲渡した。

## 歴史
奥羽本線が山形駅から楯岡駅（現在の村山駅）まで開通するのと同時に、 大日本帝国陸軍神町基地（現：山形空港、陸上自衛隊神町駐屯地）の最寄り駅として開業した（当時は山形 - 楯岡間に天童駅と当駅しかなかった）。
当駅はかつて東根市の代表駅であった東根駅よりも古く、市内で最も歴史のある駅である。

### 年表
- 1901年（明治34年）8月23日：奥羽本線山形 - 楯岡間開通と共に開業[2][4]。
- 1916年（大正5年）2月22日：谷地軌道神町停車場 - 谷地仮停車場が開業[5]。谷地延長は1918年（大正7年）3月11日[6]。
- 1935年（昭和10年）10月1日：谷地軌道が廃止[7]。
- 1946年（昭和21年）
  - 7月1日：RTOを設置。1952年3月31日に廃止された。
  - 7月9日：米軍キャンプ専用線が完成。
  - 11月11日：専用線内の脱線事故により即死3人負傷24人。
- 1947年（昭和22年）8月：駅本屋を改築[8]。
- 1984年（昭和59年）2月1日：貨物および荷物の扱いを廃止[2][4]。
- 1987年（昭和62年）4月1日：国鉄分割民営化により、JR東日本の駅となる[2]。
- 1996年（平成8年）4月15日：JRバス東北山形営業所が当駅の構内に設置される[新聞 1]。
- 1999年（平成11年）12月4日：山形新幹線新庄延伸。さくらんぼ東根駅の設置に伴う交換設備統廃合により、棒線化[9]。
- 2001年（平成13年）4月1日：業務委託駅となる[4]。
- 2004年（平成16年）4月1日：JRバス東北山形営業所が山形駅前に移転する（現在廃止）。
- 2006年（平成18年）4月1日：無人化[4]。
- 2017年（平成29年）9月29日：駅舎建て替えのため仮駅舎の使用を開始[報道 1][8]。
- 2018年（平成30年）2月23日：新駅舎の使用を開始[報道 2][新聞 2]。
- 2024年（令和6年）
  - 3月16日：ICカード「Suica」が利用可能となる[報道 3][報道 4]。
  - 10月1日：えきねっとQチケのサービスを開始[1][報道 5]。

## 駅構造
2006年（平成18年）3月までは直営駅であったが、みどりの窓口の設置はなかった。現在は山形駅管理の無人駅である。周辺住宅地との距離が近く、神町駐屯地や工業団地を控え、乗降客が比較的多いため、神町タクシーの客待ちがある。
山形新幹線の新庄延伸工事が開始されるまでは、単式ホーム1面1線と島式ホーム1面2線を持っていたが、工事が始まってからは単式ホーム1面1線を残しすべて撤去され、列車の行き違いができなくなった。簡易Suica改札機が設置されている。
現駅舎は2018年（平成30年）2月23日に供用が開始された。待合室および男女別トイレを備えている。旧駅舎と比べて小型化・近代化されたが、駅正面の窓に施された模様や英字が旧駅舎をモチーフとして建設されている。
戦前は海軍の神町海軍航空隊基地の最寄り駅として栄えた。戦後も米軍キャンプ（現在の自衛隊神町駐屯地）内へ当駅から約3キロメートルの専用線があった（現在でも神町 - 乱川間の約1キロメートルの線路脇が広いのはその名残である）。当駅には連合軍鉄道運輸司令部事務所（RTO）が置かれていた。2017年（平成29年）9月28日まで使用されていた旧駅舎は、外壁の二階部分に大きく英字の駅名表示があり、占領時の雰囲気を残していた。一般客用の入口は駅舎に向かって右端にあったが、これよりも大きな正面玄関が駅舎の中ほどにあった。この玄関はRTO事務所への入口であった。この駅舎は木造2階建てで天井が高く、待合所中心部には大きな柱が立ち、駅舎内には出札口・簡易自動券売機および小荷物扱いの受付窓口があった。
1996年（平成8年）から2004年（平成16年）まで駅構内にJRバス東北山形営業所が設置された。山形営業所は、同じ山形県内の小国営業所閉鎖後にその代替として設置された。当駅構内が移転先として選ばれた理由は、第一に山形県内に於けるJRバスの貸切免許を維持するため、第二に山あいの小国町よりも営業施策上有利で、鉄道用地が空いているためだった。神町時代の山形営業所は山形新幹線新庄延長工事や左沢線寒河江駅構内改良工事に伴う列車運休の代行バスの基地となった。

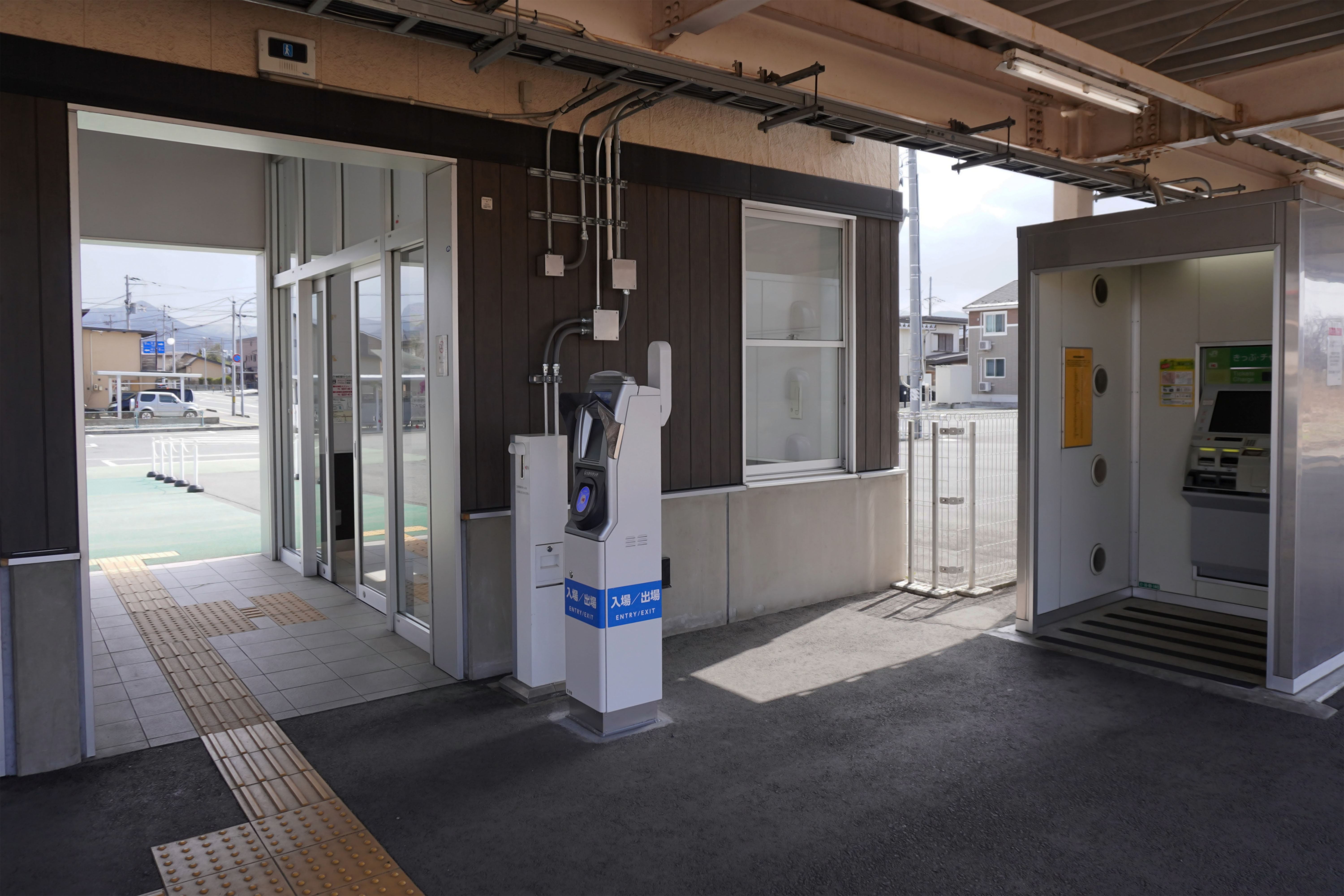
改札口（2024年3月）
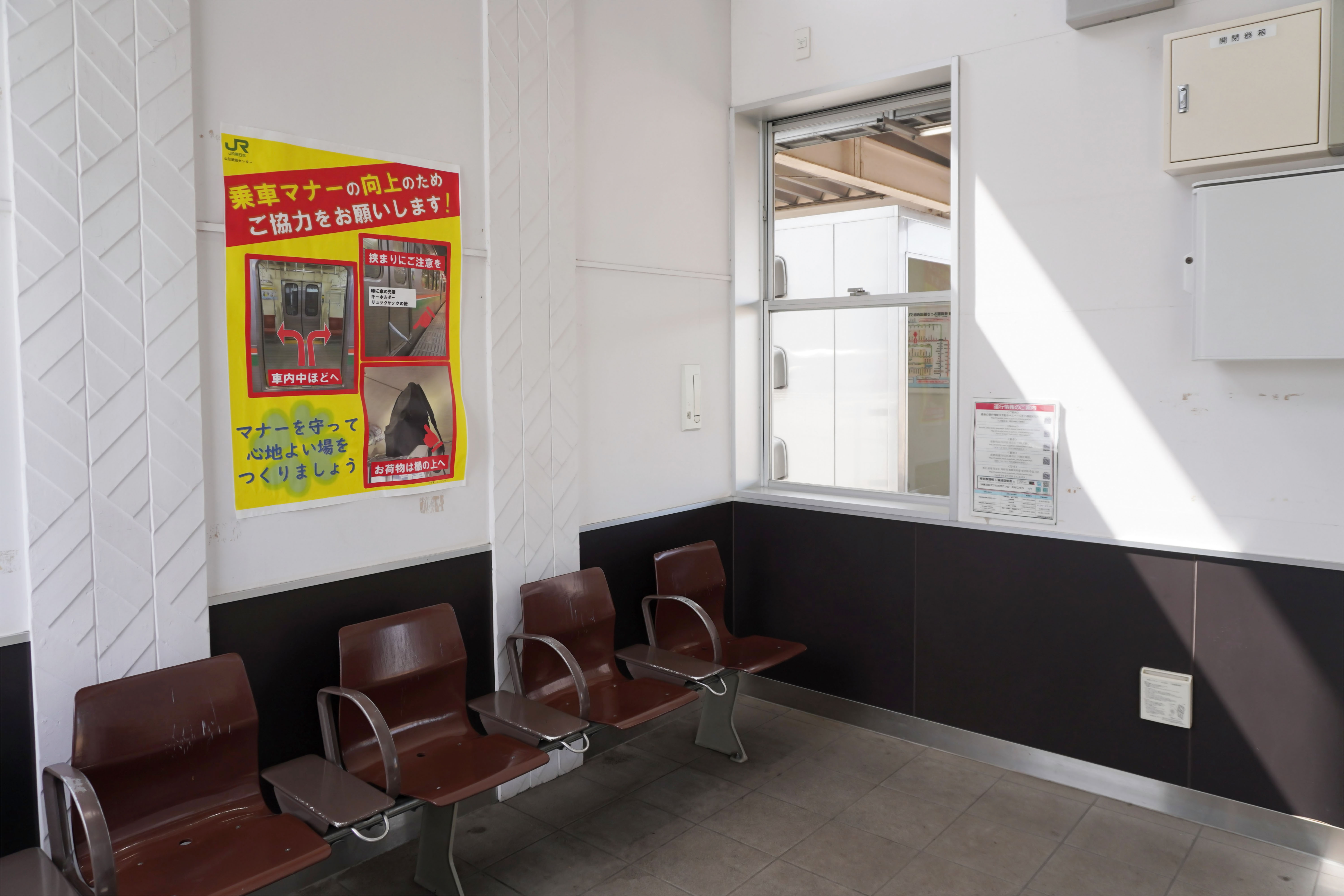
待合室（2024年3月）
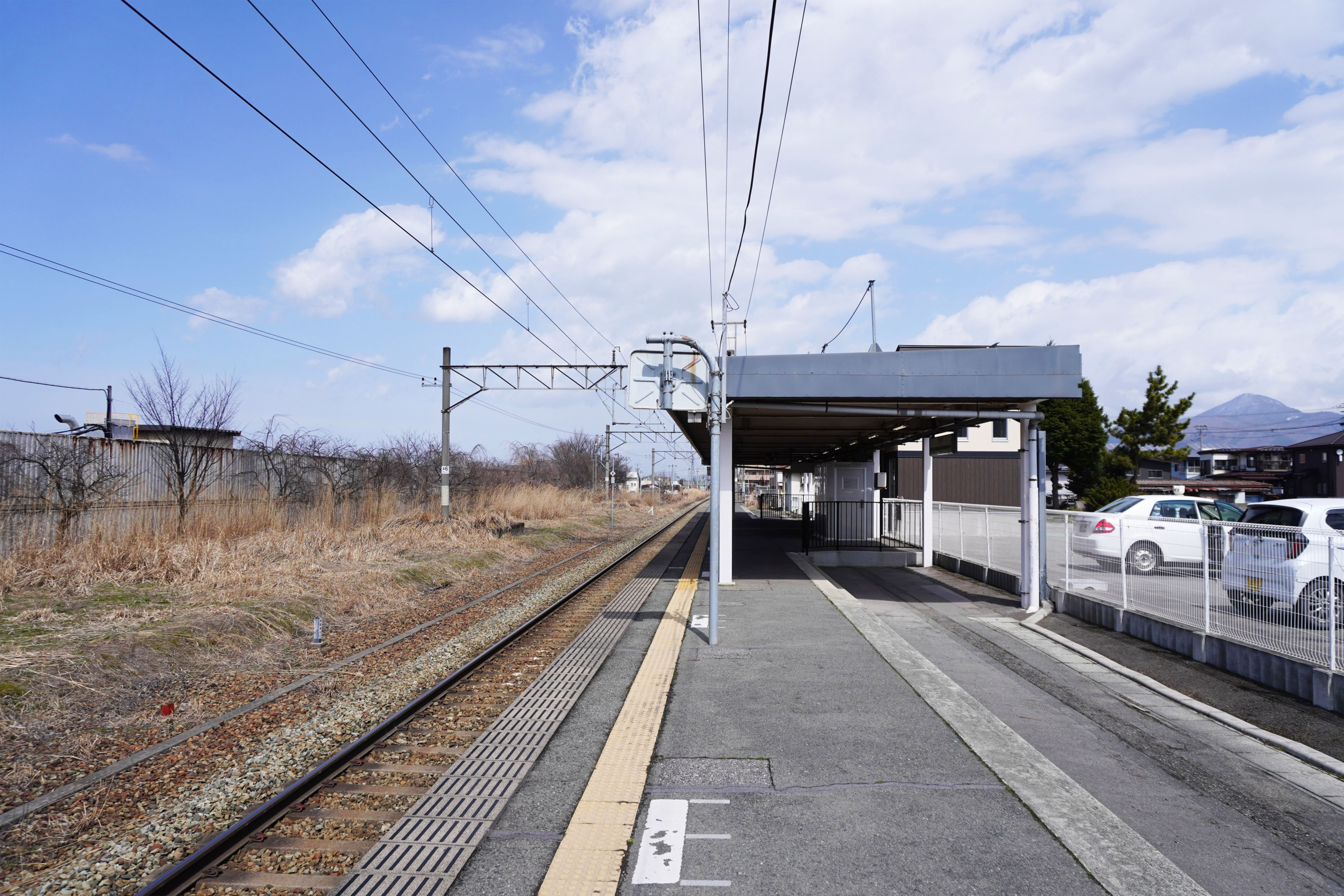
ホーム（2024年3月）

旧駅舎
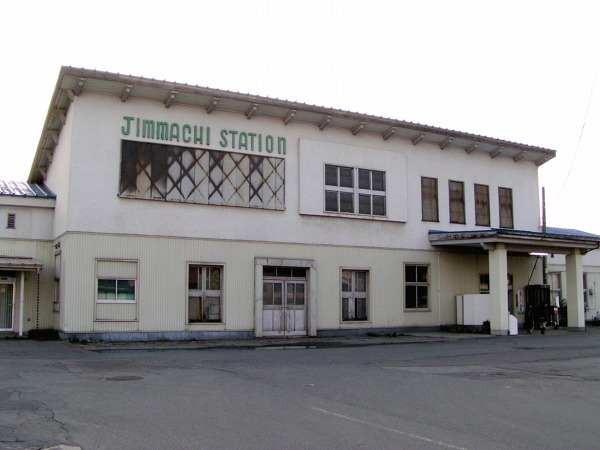
旧駅舎（2005年5月）
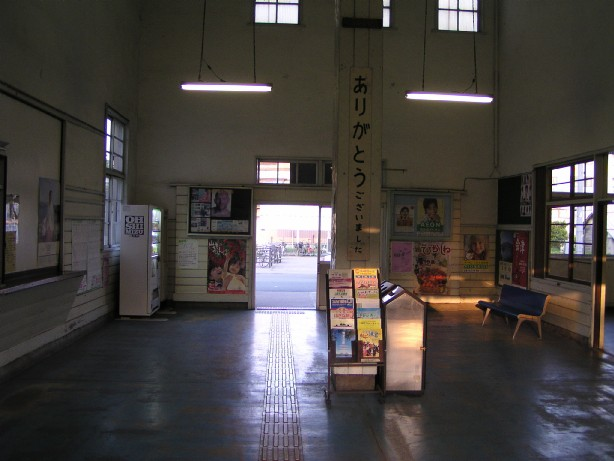
旧駅舎内部（2005年5月）

## 利用状況
JR東日本によると、2000年度（平成12年度）- 2005年度（平成17年度）の1日平均乗車人員の推移は以下のとおりであった。
| 乗車人員推移       | 乗車人員推移     | 乗車人員推移   |
| 年度               | 1日平均 乗車人員 | 出典           |
| ------------------ | ---------------- | -------------- |
| 2000年（平成12年） | 396              | [ 利用客数 1 ] |
| 2001年（平成13年） | 398              | [ 利用客数 2 ] |
| 2002年（平成14年） | 391              | [ 利用客数 3 ] |
| 2003年（平成15年） | 362              | [ 利用客数 4 ] |
| 2004年（平成16年） | 360              | [ 利用客数 5 ] |
| 2005年（平成17年） | 366              | [ 利用客数 6 ] |

## 駅周辺
山形空港が近くに位置するが、ターミナルビルが滑走路を挟んだ反対側にあるため、実距離は長い（→山形空港#鉄道）。
- 神町郵便局
- 泉屋旅館 - 温泉はないが、駅前にある。
- 陸上自衛隊神町駐屯地
- 山形空港
- 国道13号
- 国道48号
- 国道287号 - 道の駅河北
- 東北中央自動車道 東根インターチェンジ
- 東根市立神町中学校
- 東根市農業協同組合神町支所

## 隣の駅
東日本旅客鉄道（JR東日本）
■山形線（奥羽本線）
乱川駅 - 神町駅 - さくらんぼ東根駅

### 記事本文

#### 報道発表資料
1. 1 2 3  「奥羽本線「神町駅」の建替えを行います (PDF)」（プレスリリース）、東日本旅客鉄道仙台支社、2017年9月12日。2020年5月18日時点のオリジナル (PDF)よりアーカイブ。2020年5月19日閲覧。
2. 1 2  「奥羽本線「神町駅」の新駅舎が完成します (PDF)」（プレスリリース）、東日本旅客鉄道仙台支社、2018年2月14日。2020年5月18日時点のオリジナル (PDF)よりアーカイブ。2020年5月19日閲覧。
3. ↑  「山形県のSuica利用がますます便利になります! (PDF)」（プレスリリース）、東日本旅客鉄道東北本部、2023年12月15日。2023年12月15日閲覧。
4. ↑  「山形県におけるSuicaご利用駅の拡大について (PDF)」（プレスリリース）、東日本旅客鉄道仙台支社、2022年7月22日。2022年7月22日閲覧。
5. ↑  「Suicaエリア外もチケットレスで! 東北エリアから「えきねっとQチケ」がはじまります (PDF)」（プレスリリース）、東日本旅客鉄道、2024年7月11日。2024年8月4日閲覧。

#### 新聞記事
1. ↑  「JRバス東北 山形営業所オープン レール&バス拡充策の一環」『交通新聞』交通新聞社、1996年4月18日、3面。
2. 1 2 3  「神町駅 新駅舎 23日から使用開始」『交通新聞』交通新聞社、2018年2月21日、3面。

### 利用状況
1. ↑  「JR東日本：各駅の乗車人員（2000年度）」東日本旅客鉄道。2024年9月19日閲覧。
2. ↑  「JR東日本：各駅の乗車人員（2001年度）」東日本旅客鉄道。2024年9月19日閲覧。
3. ↑  「JR東日本：各駅の乗車人員（2002年度）」東日本旅客鉄道。2024年9月19日閲覧。
4. ↑  「JR東日本：各駅の乗車人員（2003年度）」東日本旅客鉄道。2024年9月19日閲覧。
5. ↑  「JR東日本：各駅の乗車人員（2004年度）」東日本旅客鉄道。2024年9月19日閲覧。
6. ↑  「09.（図表）駅別乗車人員の推移 (PDF)」『『山形県の鉄道輸送』令和5年度版』山形県、2024年3月。2024年9月19日閲覧。